# Allactodipus bobrinskii
Allactodipus bobrinskii — вид гризунів родини Dipodidae. Він монотипний у межах роду Allactodipus. Зустрічається в Туркменістані та Узбекистані. Населяють глинисто-піщані, глинисто-щебенисті та глинисто-галькові ділянки пустель, уникають піщаних. Сплячка неглибока, тварини активізуються під час часткових відлиг. Живляться здебільшого зеленими частинами рослин, рідко насінням. Навесні значну частину раціону складають комахи. Перезимували самки дають до 3 послідів за сезон, з 2–8 (частіше 3–4) дитинчатами.

## Характеристики
З довжиною голови й тіла від 110 до 120 мм і довжиною хвоста близько 170 мм цей вид є досить великим гризуном. Як і у інших тушканчиків, задні лапи помітно довгі, майже 60 мм. Верх жовто-коричневий з більш темними, більш сивими кінчиками волосся. Вид має білі плями на обличчі і білий низ. Ще одна відмінна риса — жорстка шерсть на трьох середніх пальцях задніх лап. Вид має вуха довжиною від 23 до 29 мм і вагу від 52 до 77 г. На кінці хвоста є китиця. Зразки мають білу емаль на передній частині різців. Диплоїдний набір хромосом містить 48 хромосом.

## Спосіб життя
Влітку підземна споруда має короткий вхідний тунель і два основних проходи довжиною від 115 до 140 см. На глибині приблизно 40-60 см є дві камери діаметром 8–10 см. Мінімальна глибина камер — 25 см, максимальна — 85 см. По землі тушканчик Бобринського зазвичай пересувається повільно короткими стрибками. На вищих швидкостях стрибки відрізняються за довжиною: коротші стрибки довжиною від 20 до 80 см і довші стрибки довжиною 160—180 см. Найдовший зафіксований стрибок склав 214 см, а найбільша швидкість — 31 км/год. Втеча закінчується стрибком вбік до схованки.